# Barborka (tramvaj)

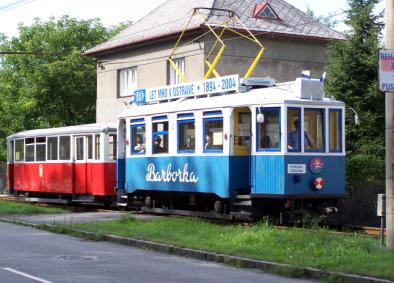
Barborka v roce 2006

Barborka je dvounápravový tramvajový motorový vůz číslo 21 jezdící při slavnostních příležitostech v Ostravě. Do provozu v ostravské MHD byla nasazena v září 1922 a sloužila zde až do října 1964. Poté byla rekonstruována na tramvaj pro děti, byla mj. doplněna zvýšená gumová podlaha, rozšířeny schůdky a celý vůz byl natřen zelenou barvou. Do interiéru byly nainstalovány oranžové doplňky. V souladu s historickou tradicí města byla pojmenována po patronce horníků svaté Barboře. Její premiéra se konala v prvomájovém průvodu v roce 1965. Intenzivním používáním tramvaj zchátrala, proto v letech 2000–2001 proběhla oprava zahrnující např. výměnu elektrického zařízení, doplnění okruhu nízkého napětí se statickým měničem a baterií, nový modrobílý nátěr a vyzdobení interiéru kreslenými výjevy z pohádek.
Barborka je součástí sbírky historických vozidel MHD Dopravního podniku Ostrava.